# George Alfred Carlson

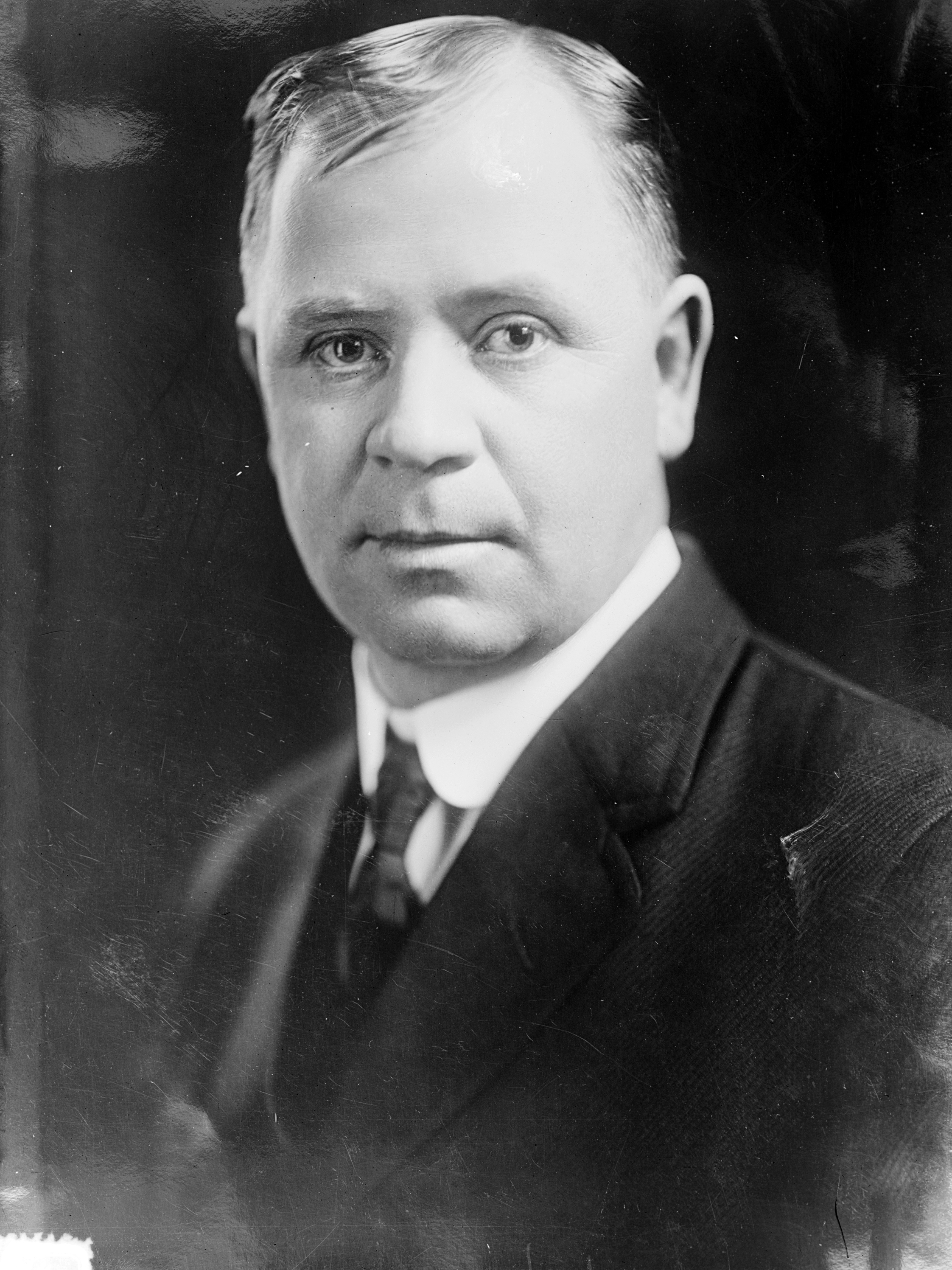
George Alfred Carlson.

George Alfred Carlson, född 23 oktober 1876 i Alta, Iowa, död 6 december 1926 i Denver, Colorado, var en amerikansk republikansk politiker. Han var guvernör i delstaten Colorado 1915–1917.
Carlson, son till invandrare från Sverige, utexaminerades 1902 från University of Colorado och avlade sedan där juristexamen 1904. Efter några år som advokat i Fort Collins arbetade han sedan som distriktsåklagare 1908–1914.
Ludlowmassakern var en viktig valfråga vid sidan om alkoholförbud i guvernörsvalet 1914. Ämbetsinnehavaren Elias M. Ammons förlorade valet mot Carlson som tillträdde som guvernör den 12 januari 1915. En lag om arbetarnas försäkringsskydd trädde i kraft under Carlsons tvååriga mandatperiod. Han ställde upp för omval men besegrades av utmanaren Julius Caldeen Gunter.
Carlson var presbyterian och frimurare. Hans grav finns på Linn Grove Cemetery i Greeley.